# Thecla opaliana
Thecla opaliana är en fjärilsart som beskrevs av Hayward 1967. Thecla opaliana ingår i släktet Thecla och familjen juvelvingar. Inga underarter finns listade i Catalogue of Life.